# Harry Adams
Harry Lester Adams (ur. 1 października 1880 w West Medway, zm. 12 sierpnia 1968 w Oakland) – amerykański strzelec, mistrz olimpijski.
Był sierżantem kawalerii amerykańskiej.
Adams jest dwukrotnym uczestnikiem igrzysk olimpijskich (IO 1912, IO 1920). Na Letnich Igrzyskach Olimpijskich 1912 pojawił się w czterech konkurencjach. Indywidualnie najwyższą pozycję zajął w karabinie wojskowym z dowolnej postawy z 600 m i w karabinie wojskowym w trzech postawach z 300 m (12. miejsce). W drużynowym strzelaniu z karabinu wojskowego zdobył wraz z kolegami z reprezentacji złoty medal, osiągając trzeci rezultat wśród amerykańskich zawodników (skład zespołu: Harry Adams, Allan Briggs, Cornelius Burdette, John Jackson, Carl Osburn, Warren Sprout). Pojawił się także w co najmniej jednej konkurencji na igrzyskach w Antwerpii, jednak miejsce przez niego zajęte jest nieznane.

## Wyniki

### Igrzyska olimpijskie
| Igrzyska | Konkurencja                              | Wynik                                         | Miejsce | Źródło |
| -------- | ---------------------------------------- | --------------------------------------------- | ------- | ------ |
| IO 1912  | Karabin dowolny, trzy postawy, 300 m     | 903 pkt. (360–297–246)                        | 28      | [ 1 ]  |
| IO 1912  | Karabin wojskowy, trzy postawy, 300 m    | 89 pkt. (44–45)                               | 12      | [ 2 ]  |
| IO 1912  | Karabin wojskowy, dowolna postawa, 600 m | 86 pkt.                                       | 12      | [ 3 ]  |
| IO 1912  | Karabin wojskowy, drużynowo              | 1687 pkt. (druż.) 283 pkt. ind. (74–74–73–62) |         | [ 4 ]  |
| IO 1920  | Karabin wojskowy leżąc, 300 m            | 57 pkt.                                       | ?       | [ 5 ]  |